# 奥尔维耶托
奥尔维耶托（Orvieto）是意大利翁布里亚大区西南部城市，位于火山凝灰岩大山的平顶上。这个城市的选址是欧洲最富于戏剧性的城市之一，高居于几乎垂直的凝灰岩悬崖之上，城墙完全用同一块石头建造。

## 歷史
因爲地處山丘易於防衛，奧爾維耶托於上古時代已有人聚居，在伊特鲁里亚时期这里是名为Velzna的城邦。公元前三世紀，被古羅馬人征服。到中世紀，又先後被哥特人和倫巴底人所控制，一直到十世紀，獲得了自治市地位。文藝復興時代屬教皇國領土，至到一八六零年，才正式為意大利王國一部分。

## 景點
主要观光景点有：
- 奥尔维耶托主教座堂：为托斯卡纳哥特式建筑。
- 圣帕特里克井
- 教宗驻所
- 伊特鲁里亚废墟
- 地下城市：这座城市的山丘内拥有1200多条隧道、长廊、水井、楼梯、采石场、地窖、密道、蓄水池、叠加的房间，其中有许多供鸽子栖息的小方形壁龛。许多贵族家庭的住宅都配备了在被围困时通过从地下凿出的秘密逃生隧道逃离高架城市的手段。这些隧道将从山丘上的宫殿通往城下一段路之外的安全出口。
- 民长宫（Palazzo del Capitano del Popolo）
- Albornoz要塞

## 經濟

### 手工業

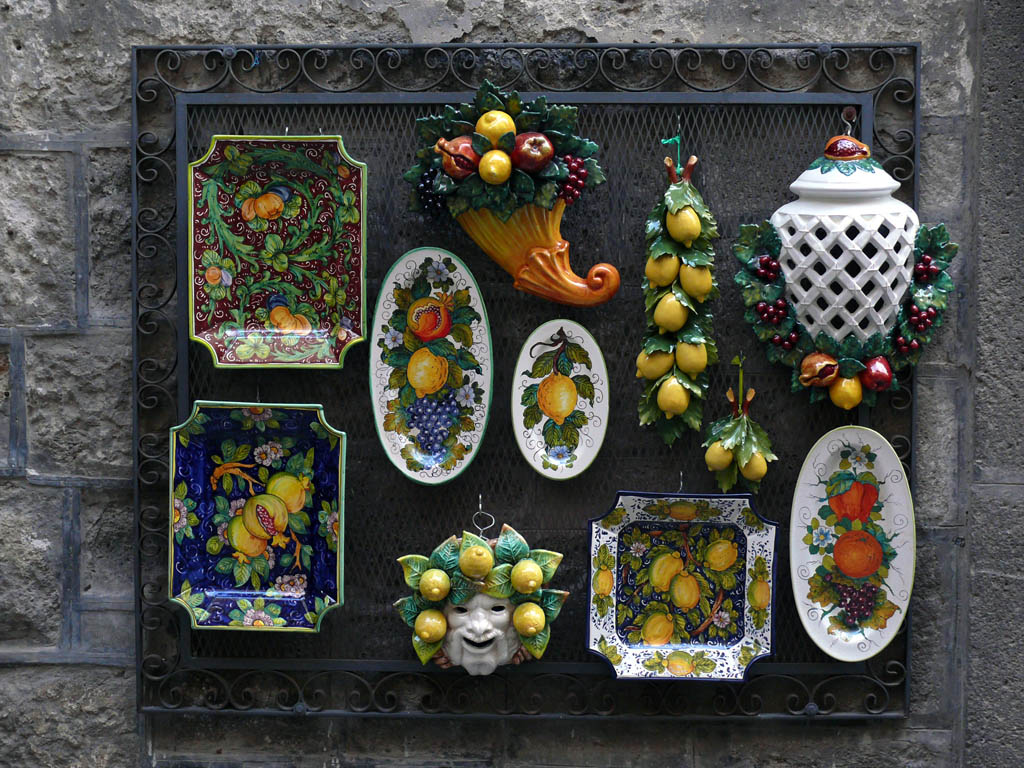
奧爾維耶托陶瓷製品

該市是傳統手工业中心，如陶瓷、锻铁、金匠和花边制作。镶嵌、雕刻、雕塑、橱柜制造和木工作坊也很有名气。

### 釀酒
奥尔维耶托东北是优质葡萄酒产地。

### 會展經濟
奥尔维耶托亦是慢食运动城市（Cittaslow）的成员。
奥尔维耶托是2009年OpenOffice.org年会（11月3-5日举行）的主办城市。

## 交通
奥尔维耶托有火車通向羅馬、佛罗伦萨、佩魯賈、特爾尼等目的地。火車站和山上的古城有斜坡火車相連。

## 圖片

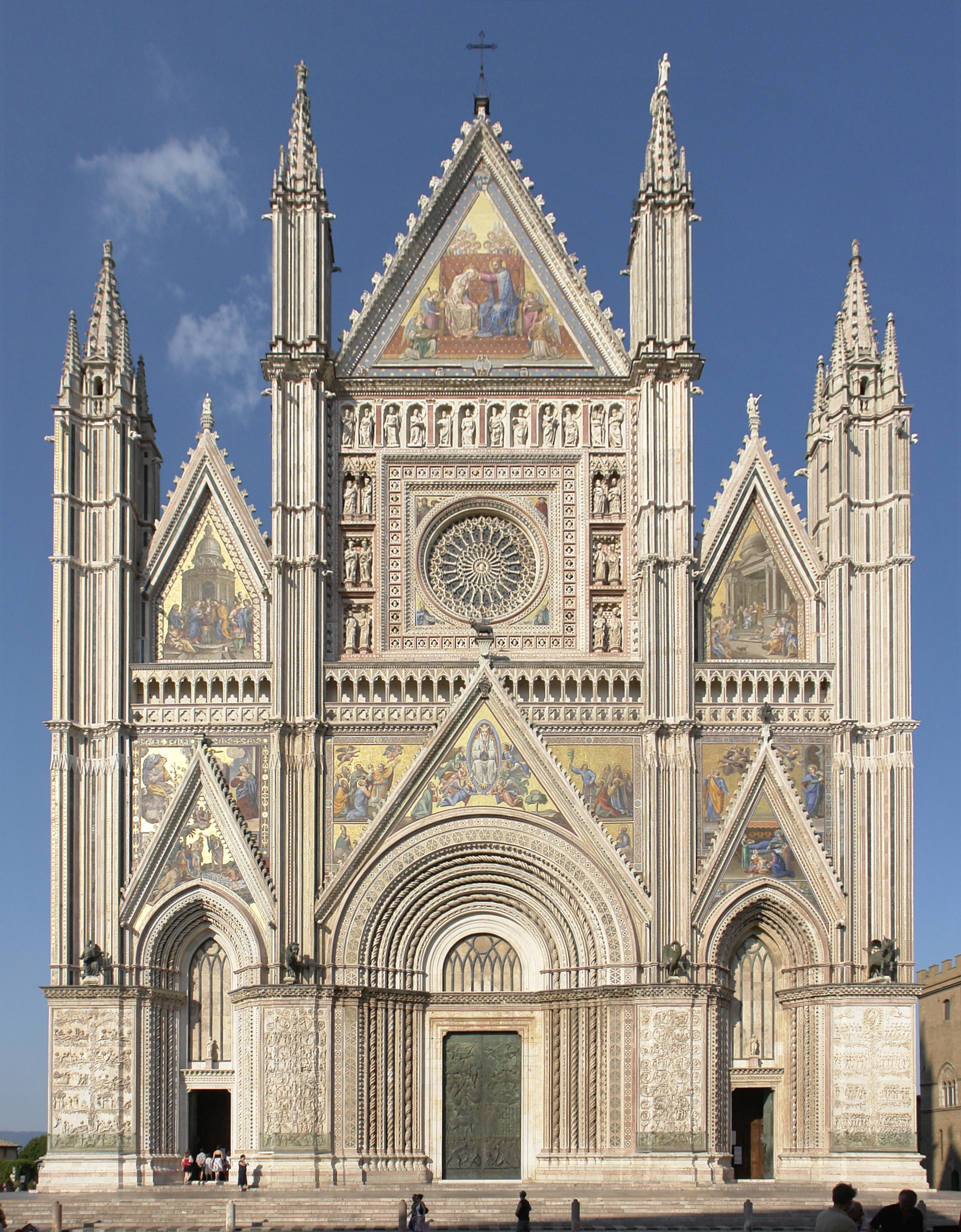
奥尔维耶托主教座堂
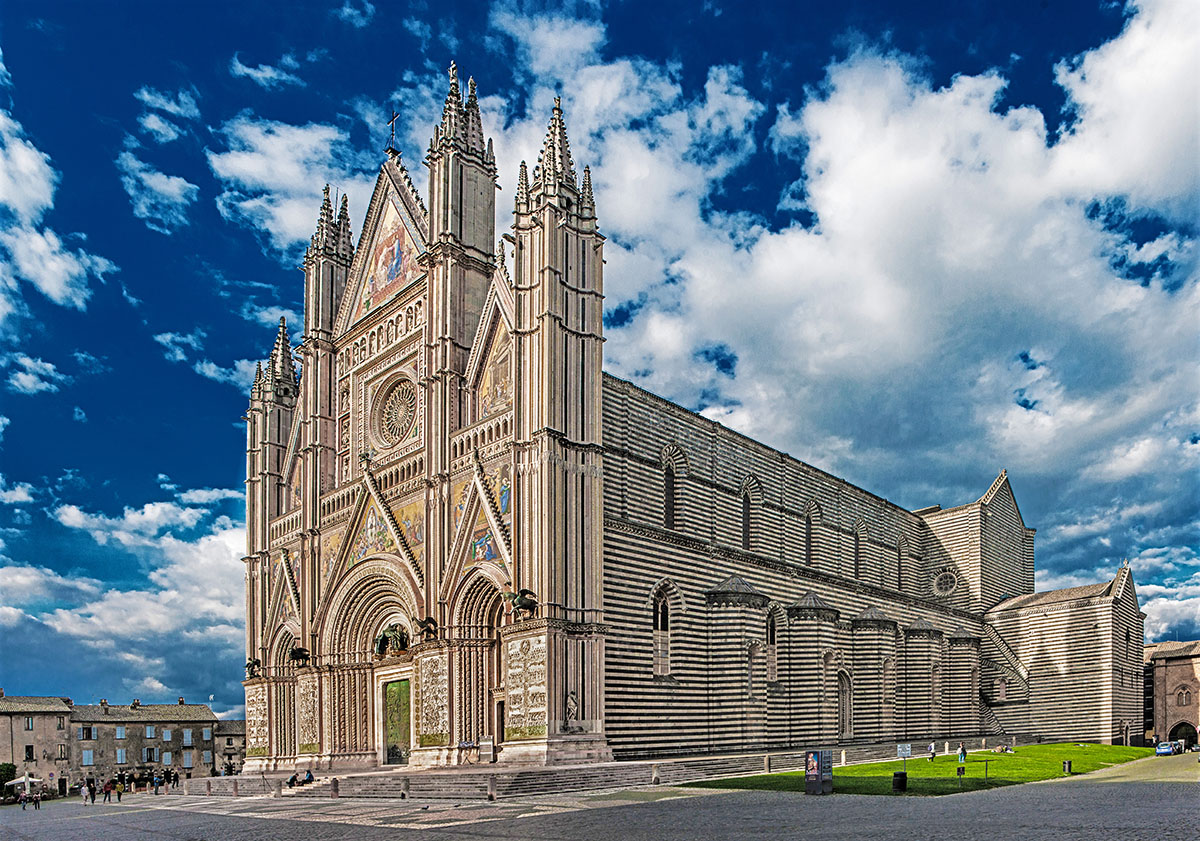
奥尔维耶托主教座堂侧面
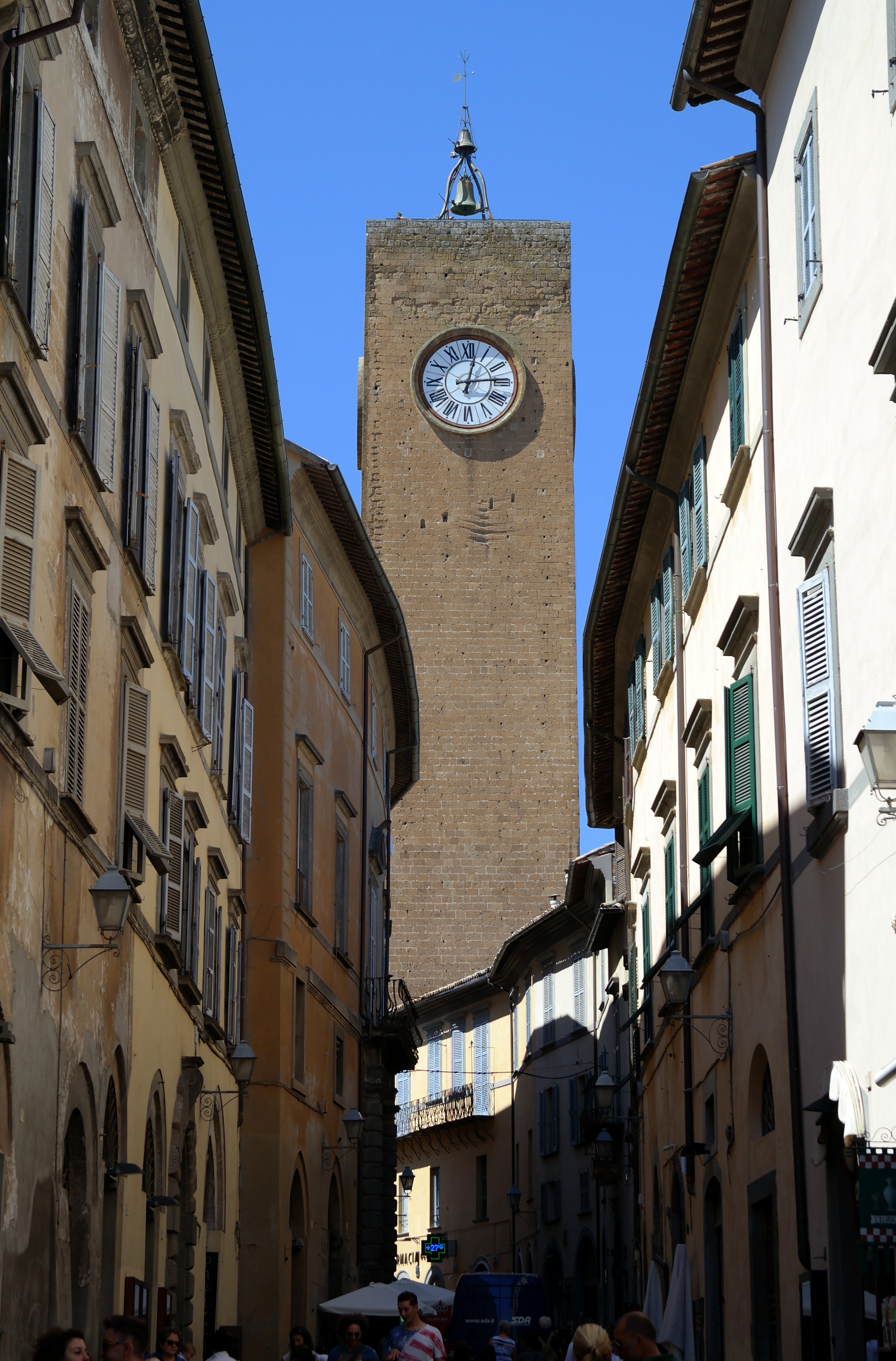
莫罗塔
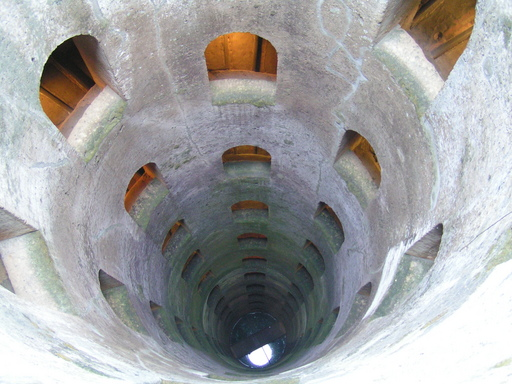
圣帕特里克井
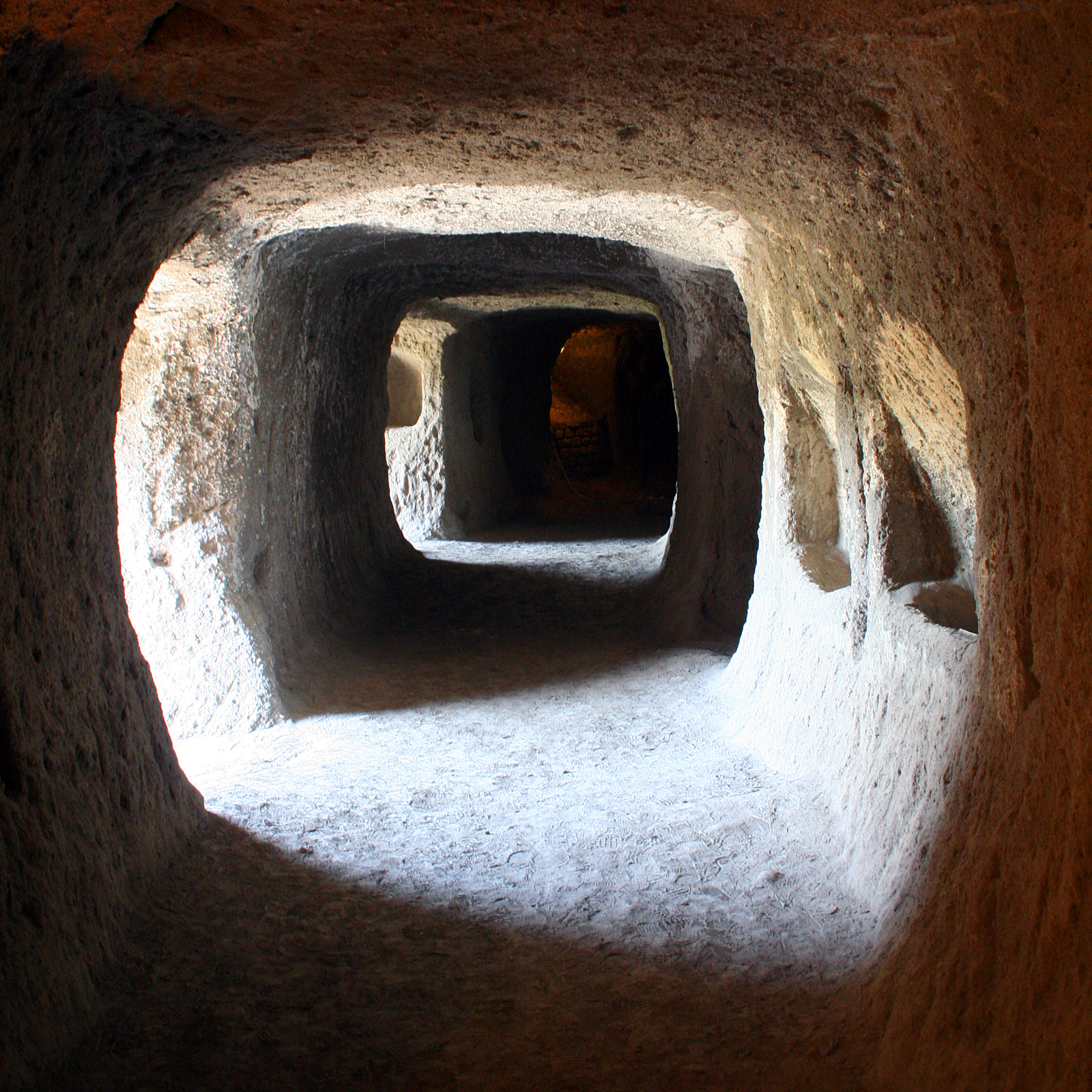
地下城市
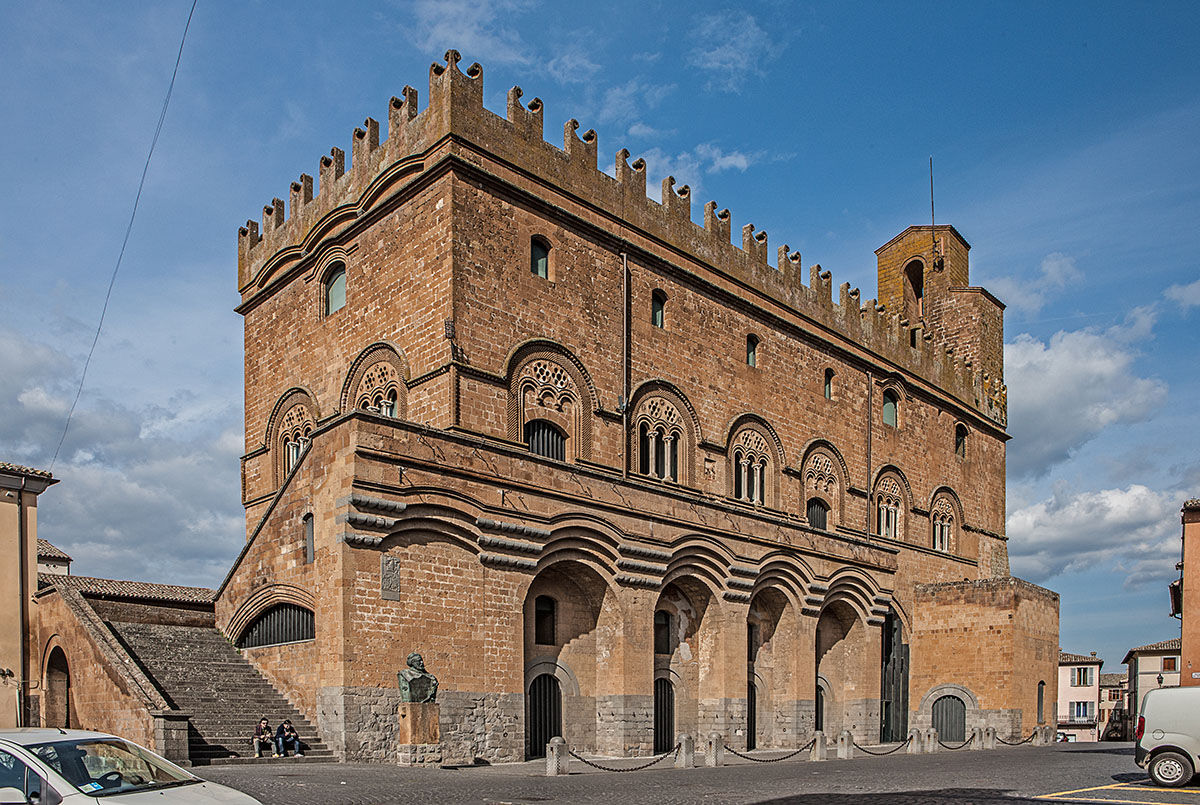
民长宫(Palazzo Capitano del Popolo)
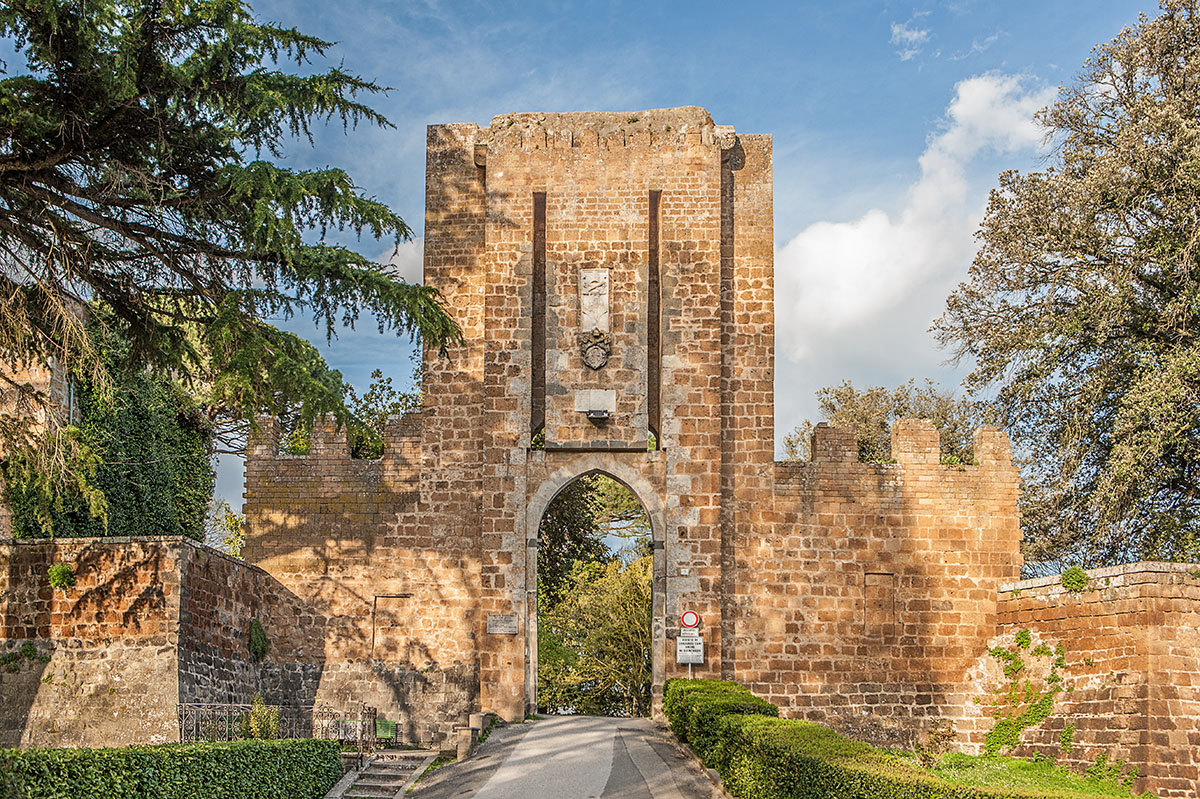
阿尔博诺兹要塞(Fortezza Albornoz)
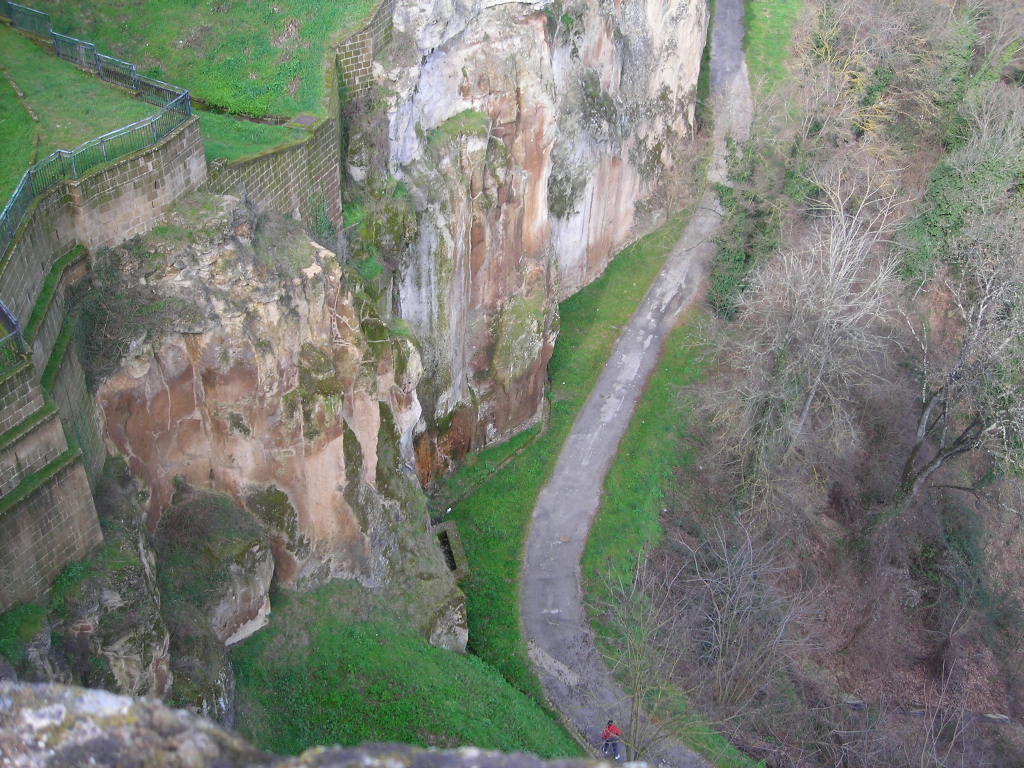
从奥尔维耶托向下看

## 友好城市
- 法國 日沃尔
- 日本前桥市
- 美國艾肯
- 芬蘭塞伊奈约基
- 馬爾他凱爾切姆

## 图片
- Recent photos from the site Visit-Orvieto.info.
- Photos of Orvieto （页面存档备份，存于）.
- Another gallery of Orvieto.
- Photo gallery of Orvieto with one of the very few frontal pictures of the facade of the Duomo.
- Orvieto Photos.
- Several Galleries